# Osmia trifoliama
Osmia trifoliama là một loài Hymenoptera trong họ Megachilidae. Loài này được Sandhouse mô tả khoa học năm 1939.